# Galgagutai vasúti baleset
A galgagutai vasúti baleset a 2015-ös év egyik legsúlyosabb közlekedési balesete volt Magyarországon: két vonat ütközött Galgaguta térségében, s az eseménynek 26 sérültje volt. A baleset augusztus 16-án, kevéssel fél kilenc után történt, amikor az egyvágányú pályán a Balassagyarmat felé közlekedő Bzmot motorvonat viszonylag alacsony sebességnél (a sebességkorlátozás ezen a szakaszon 60 km/h, amely a fékezés hatására az egyik vonatnál 23, a másiknál 28 km/h-ra csökkent) frontálisan ütközött az Aszód felé haladó, szintén Bzmot által kiszolgált motorvonattal.

## Előzmények, események
A baleset egyik forrása az egyvágányú pályaszakasz, ami miatt a vonatpároknak be kell egymást várniuk. A menetrend szerint ennek a vonatpárnak Nógrádkövesd állomáson kellett volna találkoznia, azonban a Balassagyarmat felé közlekedő vonat késve indult el Aszód állomásról a Budapest–Hatvan-személyvonat csatlakozása miatt, ezért a vonatkeresztet [az egymással szemben haladó vonatok találkozási pontját] áthelyezték Acsa-Erdőkürt vasútállomásra, s erről a szabályok szerint mindkét mozdonyvezető, valamint a két vezető jegyvizsgáló is írásos utasítást kapott. Ugyanerről Nógrádkövesd és Aszód állomást is informálták, s az előbbi állomáson ennek megfelelően menesztették is a Balassagyarmatról közlekedő vonatot. Azonban a Balassagyarmat felé közlekedő vonat személyzete megfeledkezett az áthelyezéséről, és mivel Acsa-Erdőkürt állomáson nem volt forgalmi szolgálattétel, a vonal pedig egyszerűsített forgalomra volt berendezve (tehát a jelzők nem jelzik a pálya foglaltságát), így a vonat az utascsere után tovább indult.
A két vonat tehát a közös vágánymezőben találta magát, és nem sokkal 8 óra 30 perc után, Galgaguta közelében bekövetkezett a frontális ütközés. Az erős fékezésnek köszönhetően mindössze öt súlyos sérülés (láb- és bordatörés) történt, míg 21 másik utas könnyebben sérült meg. A mentők minden sérültet rövid időn belül kórházba szállítottak, a vasútvonalat Aszód és Balassagyarmat között lezárták, délután 5 óráig vonatpótló autóbuszok közlekedtek, amíg a sérült járműveket elvontatták a helyszínről. Az anyagi kár 143 millió forint volt.

## Okok
A vádirat szerint az Aszódról induló vonat személyzete (a mozdonyvezető és a vezető jegyvizsgáló) a vonatok találkozásának áthelyezéséről szóló írásbeli rendelkezést Galgamácsán megkapta, de szabályellenesen nem olvasták el azt. A galgamácsai szolgálattevő az esőben nem közölte velük szóban a rendelkezést, így annak visszaismétlésére sem került sor. Az ügyészség felfüggesztett fogházbüntetést kért a három vasutasra.

## Külső hivatkozások
- Mno.hu Archiválva 2015. augusztus 26-i dátummal a Wayback Machine-ben
- ma.hu